# Bahnstrecke Rakovník–Mladotice
| Kursbuchstrecke (SŽ): | 162                  |                                                           |                                                           |
| Streckenlänge: | 37,722 km            |                                                           |                                                           |
| Spurweite: | 1435 mm (Normalspur) |                                                           |                                                           |
| Streckenklasse: | C3 / A1              |                                                           |                                                           |
| Streckengeschwindigkeit: | 60 km/h              |                                                           |                                                           |
| |                      |                                                           |                                                           |
| \| \| \| von Rakovník (vorm. LB Rakonitz–Petschau–Buchau) \| \| \| \| 1,173 \| Odbočka Rakona \| Odbočka Rakona \| \| \| \| nach Bečov nad Teplou (vorm. LB Rakonitz–Petschau–Buchau) \| \| \| \| 4,669 \| Lubná \| Lubná \| \| \| 6,766 \| Příčina \| Příčina \| \| \| 11,165 \| Zavidov früher Petrowitz-Seiwedl \| Zavidov früher Petrowitz-Seiwedl \| \| \| 14,782 \| Všesulov \| Všesulov \| \| \| 17,442 \| Čistá \| Čistá \| \| \| \| Javornice \| \| \| \| 21,531 \| Strachovice \| Strachovice \| \| \| 24,621 \| Kožlany früher Kozlan \| Kožlany früher Kozlan \| \| \| 26,955 \| Kralovice u Rakovníka früher Kralowitz \| Kralovice u Rakovníka früher Kralowitz \| \| \| \| Kralovice škola (geplant) \| \| \| \| \| Mariánská Týnice (geplant) \| \| \| \| 31,584 \| Trojany früher Trojan \| Trojany früher Trojan \| \| \| \| von (Duchcov–) odb. České Zlatníky (vorm. EPPK) \| \| \| \| 38,895 \| Mladotice früher Mlatz \| Mladotice früher Mlatz \| \| \| \| nach Plzeň (vorm. EPPK) \| \| \| \| \| \| \| \| Frühere Namen Stand 1913. [1][2][3] \| \| \| \| |                      |                                                           |                                                           |
| Strecke |                      | von Rakovník (vorm. LB Rakonitz–Petschau–Buchau)          | von Rakovník (vorm. LB Rakonitz–Petschau–Buchau)          |
| Blockstelle | 1,173                | Odbočka Rakona                                            | Odbočka Rakona                                            |
| Abzweig geradeaus und nach rechts |                      | nach Bečov nad Teplou (vorm. LB Rakonitz–Petschau–Buchau) | nach Bečov nad Teplou (vorm. LB Rakonitz–Petschau–Buchau) |
| Bahnhof | 4,669                | Lubná                                                     | Lubná                                                     |
| Haltepunkt / Haltestelle | 6,766                | Příčina                                                   | Příčina                                                   |
| Bahnhof | 11,165               | Zavidov früher Petrowitz-Seiwedl                          | Zavidov früher Petrowitz-Seiwedl                          |
| Haltepunkt / Haltestelle | 14,782               | Všesulov                                                  | Všesulov                                                  |
| Bahnhof | 17,442               | Čistá                                                     | Čistá                                                     |
| Brücke über Wasserlauf |                      | Javornice                                                 | Javornice                                                 |
| Haltepunkt / Haltestelle | 21,531               | Strachovice                                               | Strachovice                                               |
| Haltepunkt / Haltestelle | 24,621               | Kožlany früher Kozlan                                     | Kožlany früher Kozlan                                     |
| Kopfbahnhof Strecke ab hier außer Betrieb | 26,955               | Kralovice u Rakovníka früher Kralowitz                    | Kralovice u Rakovníka früher Kralowitz                    |
| Haltepunkt / Haltestelle (Strecke außer Betrieb) |                      | Kralovice škola (geplant)                                 | Kralovice škola (geplant)                                 |
| Haltepunkt / Haltestelle (Strecke außer Betrieb) |                      | Mariánská Týnice (geplant)                                | Mariánská Týnice (geplant)                                |
| Haltepunkt / Haltestelle (Strecke außer Betrieb) | 31,584               | Trojany früher Trojan                                     | Trojany früher Trojan                                     |
| Abzweig ehemals geradeaus und von rechts |                      | von (Duchcov–) odb. České Zlatníky (vorm. EPPK)           | von (Duchcov–) odb. České Zlatníky (vorm. EPPK)           |
| Bahnhof | 38,895               | Mladotice früher Mlatz                                    | Mladotice früher Mlatz                                    |
| Strecke |                      | nach Plzeň (vorm. EPPK)                                   | nach Plzeň (vorm. EPPK)                                   |
| |                      |                                                           |                                                           |
| Frühere Namen Stand 1913. |                      |                                                           |                                                           |

Die Bahnstrecke Rakovník–Mladotice ist eine regionale Eisenbahnverbindung in Tschechien, die ursprünglich als landesgarantierte Lokalbahn Rakonitz–Mlatz (tschech.: Místní dráha Rakovník–Mladotice) erbaut und betrieben wurde. Sie verläuft von Rakovník über Čistá u Rakovníka nach Kralovice. Die restliche Strecke bis Mladotice wurde am 1. Januar 1997 wegen Oberbauschäden gesperrt und 2019 stillgelegt.
Nach einem Erlass der tschechischen Regierung ist die Strecke seit dem 20. Dezember 1995 als regionale Bahn („regionální dráha“) klassifiziert.

## Geschichte
Am 23. Januar 1897 wurde „dem Notar Vinzenz Feierseil in Karolinenthal, im Vereine mit dem Fabriksbesitzer Josef Čermák, Bürgermeister in Rakonitz, dem Baumeister Franz Saller in Prag und dem Großhändler Victor Arnstein in Čistá die Concession zum Baue und Betriebe einer als normalspurige Localbahn auszuführenden Locomotiveisenbahn von der Station Rakonitz der Staatsbahnlinie Rakonitz–Protivin über Petrowitz, Čistá, Kozlan und Kralowitz nach Mlatz zum Anschlusse an die Staatsbahnlinie Pilsen–Dux“ erteilt. Teil der Konzession war die Verpflichtung, den Bau der Strecke sofort zu beginnen und „binnen eines und einen halben Jahres“ fertigzustellen.
Das Aktienkapital der Gesellschaft betrug insgesamt 1.185.400 Kronen. Ausgegeben wurden 4.947 Stück Stammaktien zu je 200 Kronen und 980 Stück Prioritätsaktien zu je 200 Kronen. Die Gesellschaft hatte ihren Sitz in Prag.
Das Königreich Böhmen gewährte eine Garantie auf 70 Prozent des Grundkapitals in Höhe von 3.860.350 Kronen. Zudem garantierte das Königreich Böhmen eine Verzinsung von 4,76 % auf das Grundkapital. Zudem erwarb das Königreich Böhmen selbst Stammaktien im Wert von 375.400 Kronen, weitere Aktien im Wert von 614.000 Kronen gingen an örtliche Interessenten.
Am 9. Juli 1899 wurde die Strecke eröffnet. Den Betrieb führten die k.k. Staatsbahnen (kkStB) für Rechnung der Eigentümer aus.
Im Jahr 1912 wies der Fahrplan der Lokalbahn drei gemischte Zugpaare 2. und 3. Klasse aus. Sie benötigten für die 38 Kilometer lange Strecke zwischen zweieinhalb und drei Stunden. In Mlatz bestand Anschluss an die Züge von und nach Pilsen.
Nach dem Zerfall Österreich-Ungarns im Oktober 1918 ging die Betriebsführung an die neu gegründeten Tschechoslowakischen Staatsbahnen (ČSD) über. Am 1. Januar 1925 wurde die Lokalbahn Rakonitz–Mlatz per Gesetz verstaatlicht und die Strecke wurde ins Netz der ČSD integriert.
Die Indienststellung moderner Motorzüge durch die ČSD ermöglichte Anfang der 1930er Jahre eine signifikante Fahrzeitverkürzung als auch eine Verdichtung des Fahrplanes. Der Winterfahrplan von 1937/38 verzeichnete werktags sechs Personenzüge von Rakovník nach Mladotice, vier davon waren als Motorzug geführt. Die Motorzüge benötigten für die Strecke nunmehr eine Stunde und 16 Minuten.
Im Zweiten Weltkrieg lag die Strecke zur Gänze im Protektorat Böhmen und Mähren. Betreiber waren jetzt die Protektoratsbahnen Böhmen und Mähren (ČMD-BMB). Kriegsbedingt kam es wegen Treibstoffmangels zur Abstellung der Motorzüge. Am 9. Mai 1945 kam die Strecke wieder vollständig zu den ČSD.
Am 1. Januar 1993 ging die Strecke im Zuge der Auflösung der Tschechoslowakei an die neu gegründeten České dráhy (ČD) über. Seit 2003 gehört sie zum Netz des staatlichen Infrastrukturbetreibers Správa železniční dopravní cesty (SŽDC).

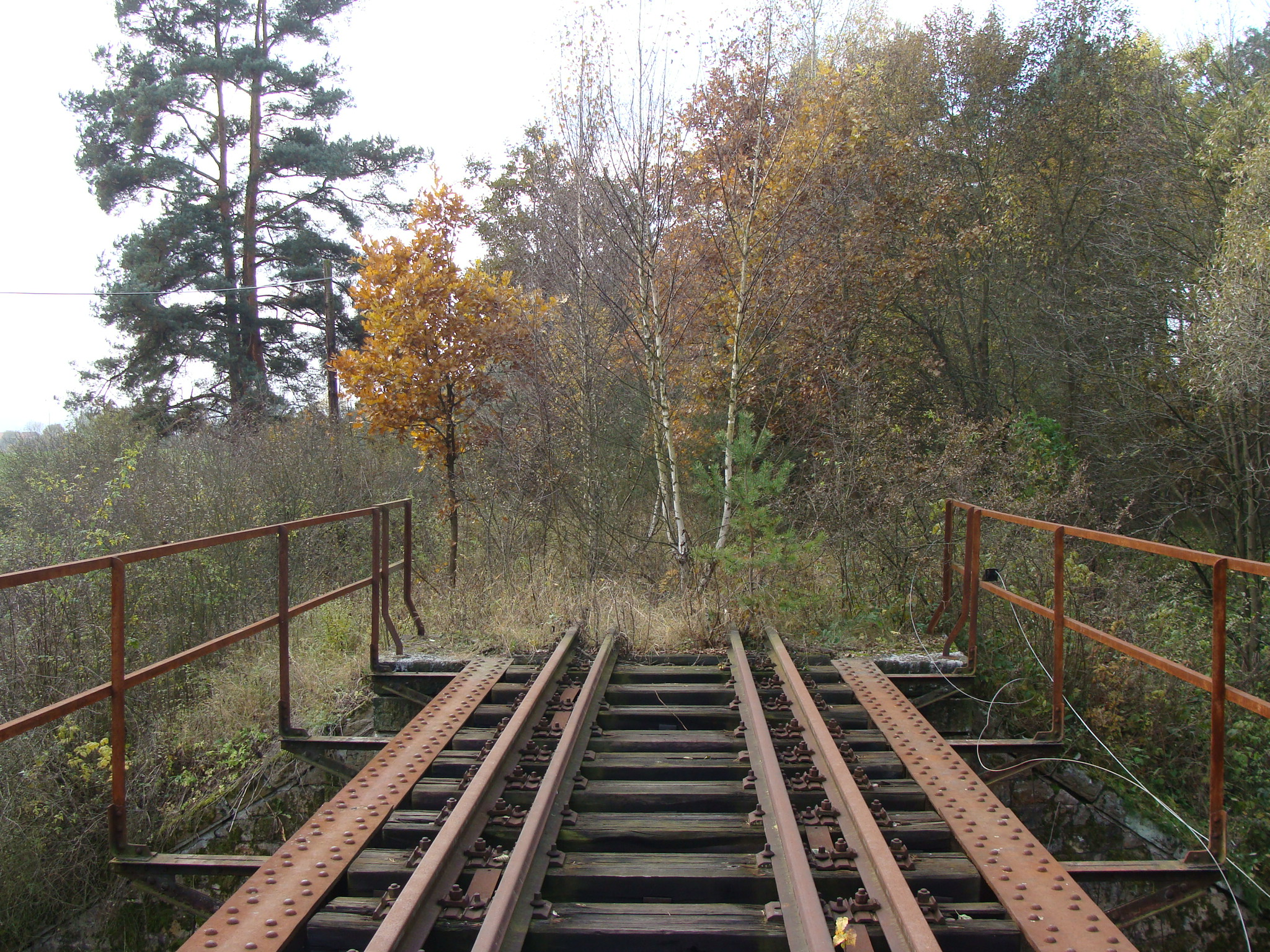
Der unbefahrbare Abschnitt bei Trojany (2011)

Am 1. Januar 1997 wurde der Abschnitt Čistá–Mladotice wegen Oberbaumängeln gesperrt. Der Reiseverkehr ging auf einen Schienenersatzverkehr über. Lediglich der 9,5 Kilometer lange Abschnitt Čistá–Kralovice u Rakovníka wurde 2001 für 38 Mio. Kč wieder instand gesetzt, sodass dort ab Dezember 2001 wieder Reisezüge verkehren konnten.
Zum Fahrplanwechsel am 15. Dezember 2013 wurde der Reiseverkehr zwischen Čistá und Kralovice u Rakovníka durch den zuständigen ÖPNV-Aufgabenträger Plzeňský kraj abbestellt.
Die Strecke Kralovice u Rakovníka – Mladotice stand seit 2012 zum Verkauf. Der Käufer musste mit einem Kaufpreis von mehr als 10 Millionen Kč rechnen. Die Kosten für eine einfache Reparatur der Strecke wurden 2004 von SŽDC mit 80 Millionen Kronen angegeben. Für die komplette Sanierung und Ertüchtigung des Abschnittes waren dagegen 140 Millionen Kč kalkuliert. Allein der dann erforderliche Neubau der Brücke über den Mladotický potok sollte 20 Millionen Kč kosten.
Nachdem sich kein Käufer gefunden hatte, bot SŽDC die Strecke den Anliegergemeinden zur kostenlosen Übernahme an. Interesse zeigte lediglich die Gemeinde Mladotice, zu einer Vertragsunterzeichnung kam es jedoch nicht. Im Februar 2019 hat SŽDC das Verfahren zur Stilllegung des elf Kilometer langen Abschnittes eingeleitet.
Im August 2021 beschloss der Středočeský kraj als Aufgabenträger für den öffentlichen Nahverkehr die Einstellung des Reiseverkehrs zwischen Rakovník und Mladotice zum Fahrplanwechsel am 12. Dezember 2021. Im Jahresfahrplan 2022 war nur noch ein Reisezugpaar an Wochenenden und Feiertagen zwischen 26. März und 30. Oktober verzeichnet. Der saisonale Schnellzug „Rakovnícky Rychlik“ von Prag über Beroun wurde nach Kralovice u Rakovníka durchgebunden. Beauftragtes Eisenbahnverkehrsunternehmen war KŽC Doprava.

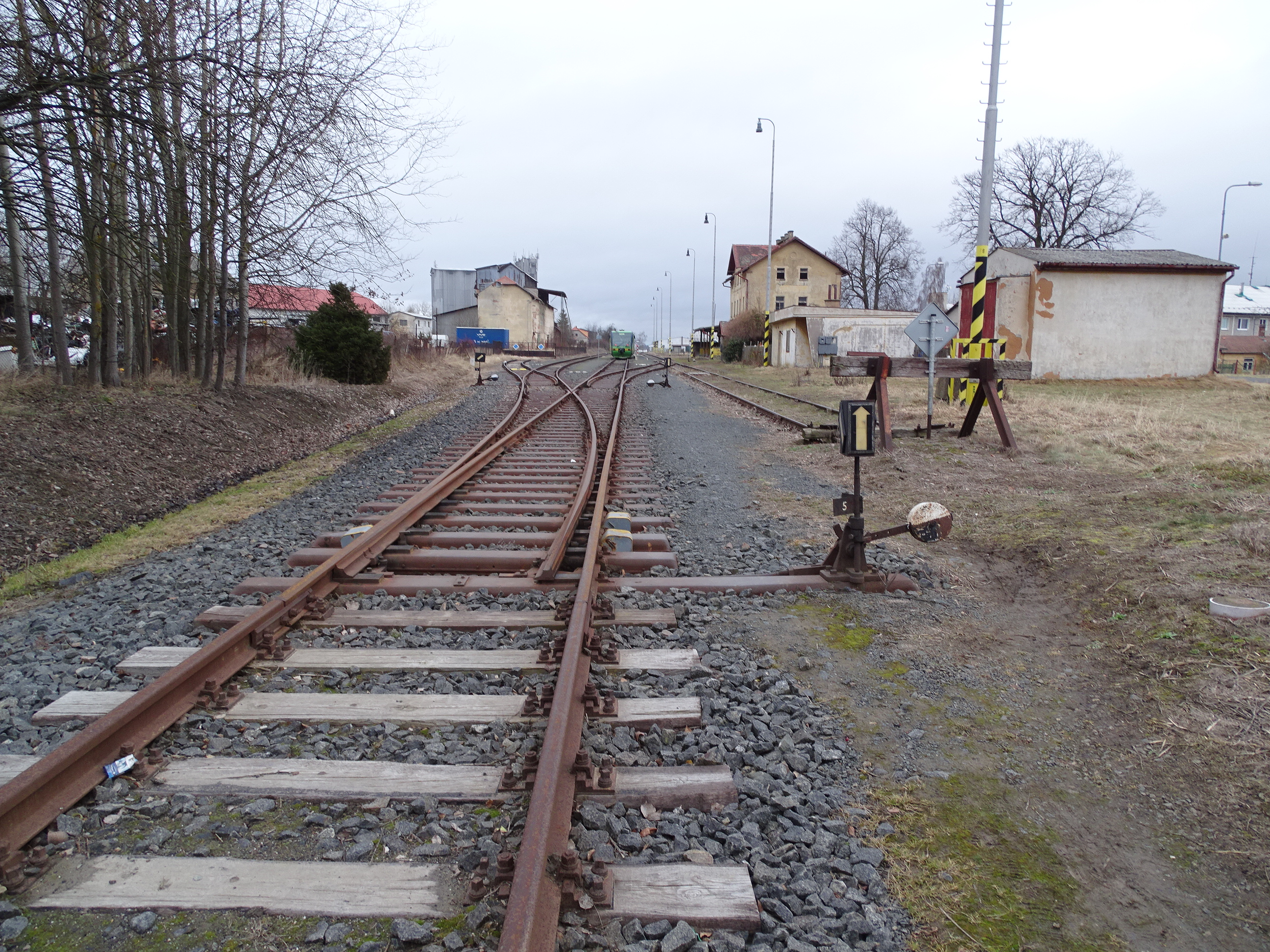
Bahnhof Kralovice u Rakovníka (2024)

Mit dem Fahrplanwechsel im Dezember 2023 soll der planmäßige Reiseverkehr mit vier Zugpaaren wieder aufgenommen werden. Beauftragtes Eisenbahnverkehrsunternehmen ist Die Länderbahn CZ (DLB). Zum Einsatz kommt ein Triebwagen, der am Wochenende anderswo nicht benötigt wird. An Werktagen wird der Verkehr weiterhin mit Überlandbussen abgewickelt, die im Gegensatz zu den Zügen von und nach Prag durchgebunden werden.
Der Plzeňský kraj als ÖPNV-Aufgabenträger beabsichtigt, den bislang bis Kralovice geführten Personenverkehr um 2,3 Kilometer bis zu einer neuen Haltestelle in Mariánská Týnice zu verlängern. Damit soll das Nationale Kulturdenkmal Propstei und Wallfahrtskirche Mariánská Týnice besser mit öffentlichen Verkehrsmitteln erreichbar werden. Darüber hinaus soll auch eine neue ortsnahe Haltestelle in Kralovice eingerichtet werden. Für den Betrieb der Züge bis Mariánská Týnice will der Plzeňský kraj jährlich bis zu fünf Millionen Kronen bereitstellen.
Im Jahresfahrplan 2025 gibt es lediglich an den Wochenenden planmäßigen Reiseverkehr. Fünf Personenzugpaare der DLB verkehren samstags und sonntags in der Relation Rakovník–Kralovice. Ein einzelnes Zugpaar fährt am Freitag am Abend. An fünf Tagen im Sommerhalbjahr verkehrt der Schnellzug Kralovický Rychlík von und nach Prag.

## Fahrzeugeinsatz

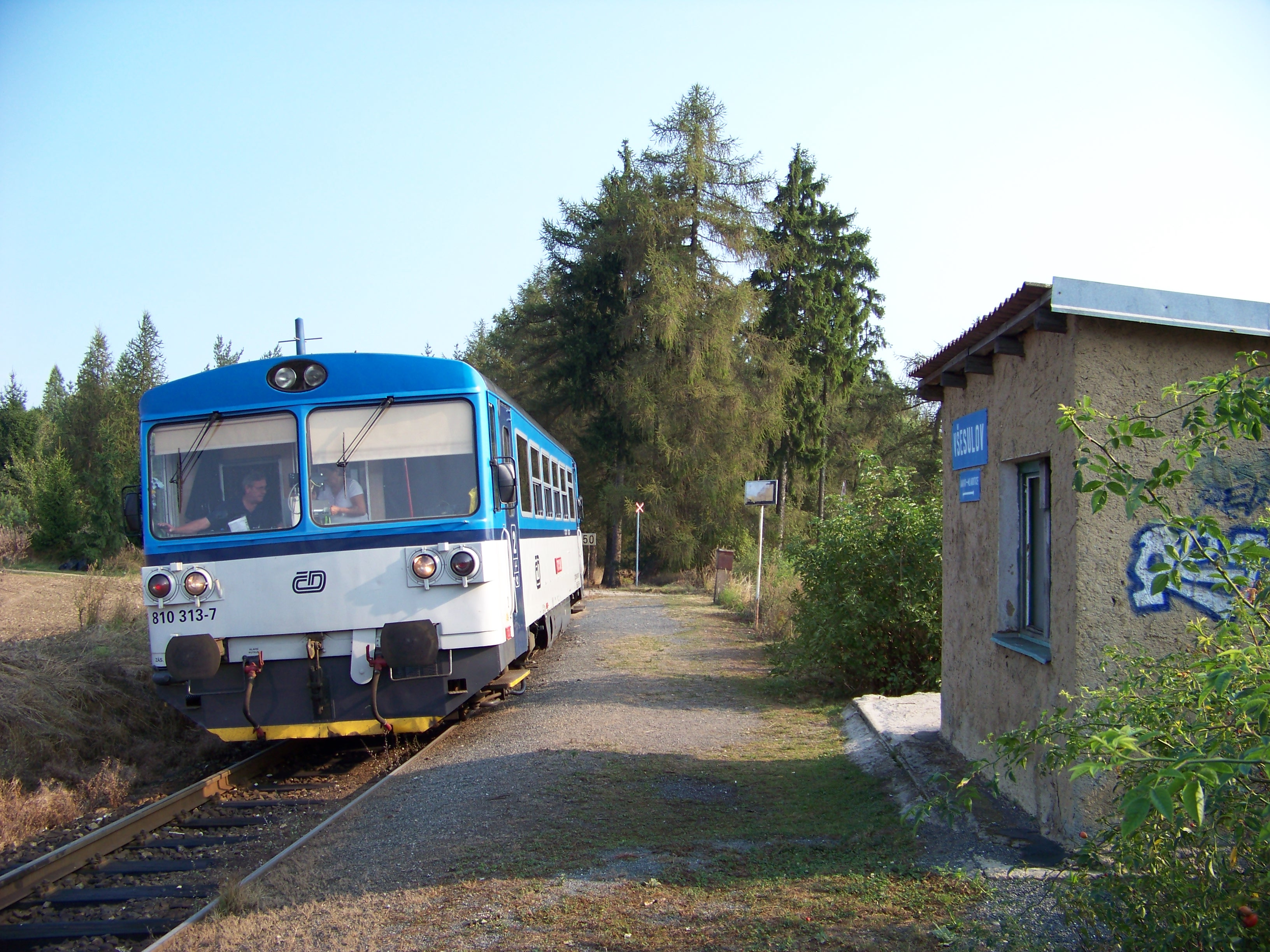
Baureihe 810 der ČD (Všesulov; 2013)

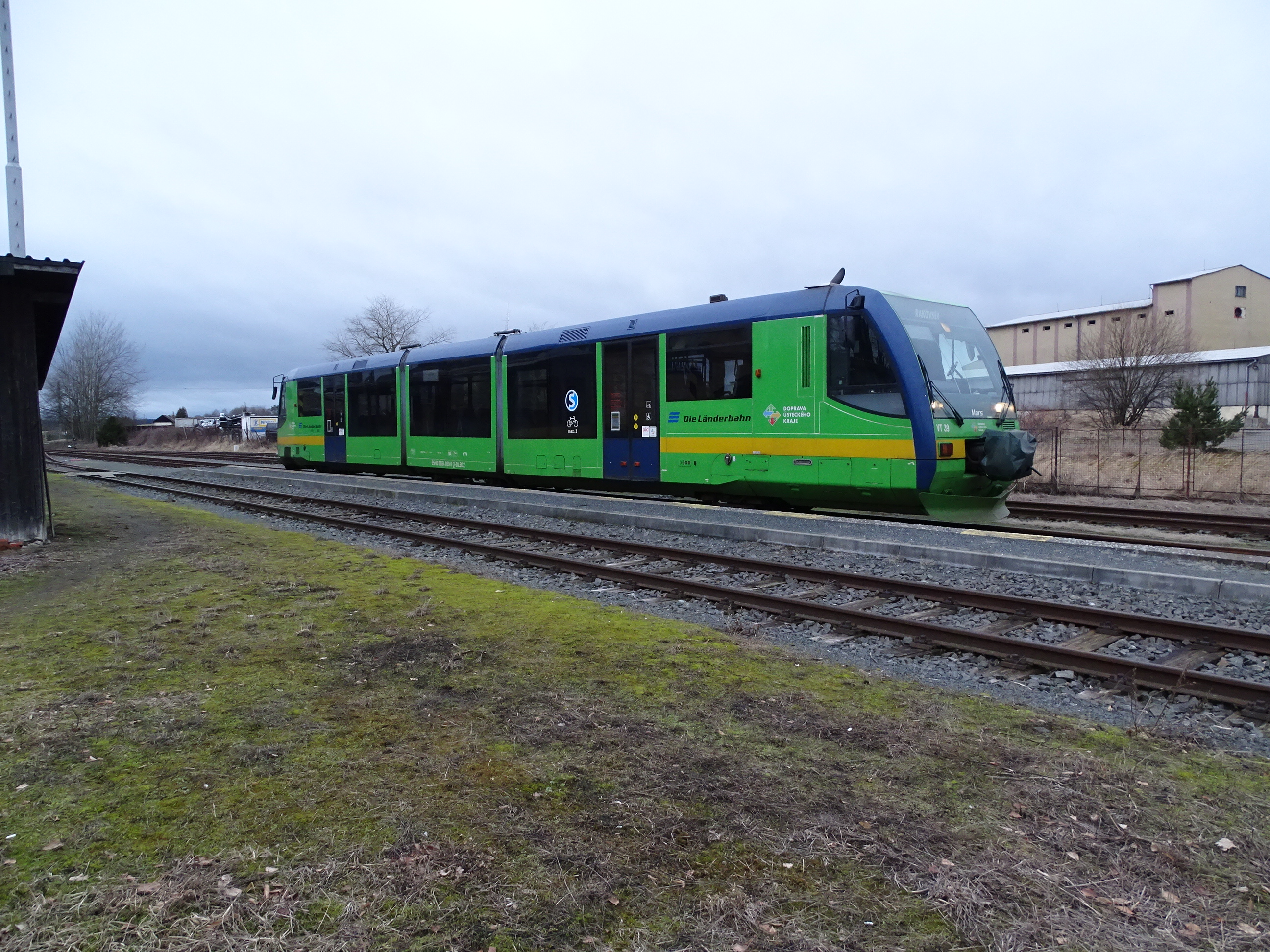
Baureihe 654 („RegioSprinter“) der DLB (Kralovice; 2024)

Auf Rechnung der Lokalbahn Rakonitz–Mlatz beschaffte die betriebsführende kkStB drei Lokomotiven der kkStB-Reihe 97. Die Lokomotiven besaßen die Betriebsnummern 97.130–132. Die ČSD gab ihnen 1924 die neuen Nummern 310.047–49. Die 310.048 wurde 1947 an einen Industriebetrieb in Králův Dvůr verkauft, die beiden anderen wurden 1961 bzw. 1965 ausgemustert.
Die DLB setzt seit Dezember 2023 einen Triebwagen der Baureihe 654 („RegioSprinter“) ein.